# Cuba durante la Primera Guerra Mundial

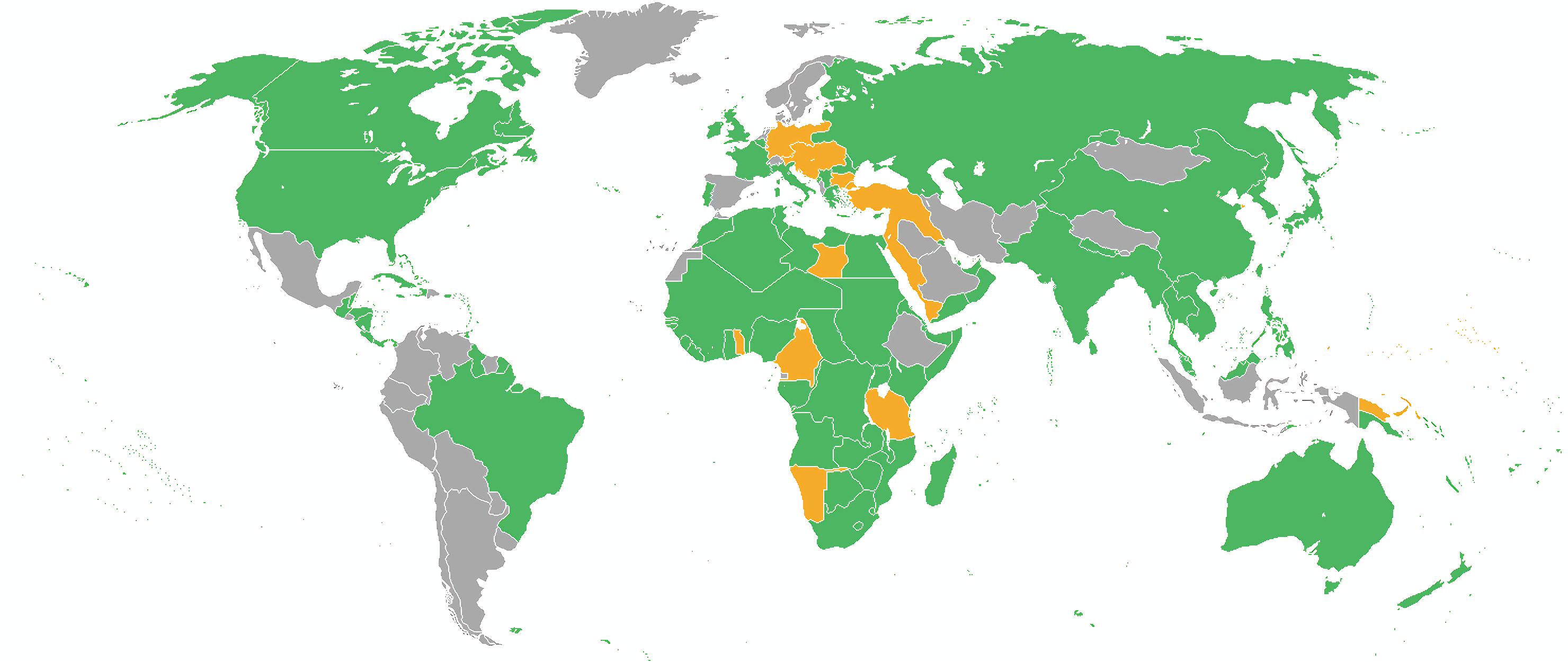
Los participantes en la Primera Guerra Mundial. Aquellos que lucharon junto a los Aliados están en verde, las Potencias centrales en naranja, y los países neutrales en gris.

La actuación de Cuba durante la Primera Guerra Mundial se refiere a todos los actos que el país realizó durante el tiempo que duró la Primera Guerra Mundial en el continente europeo. Cuando la guerra había comenzado en julio de 1914, Cuba se había declarado neutral y mantendría esta postura durante gran parte de la Primera Guerra Mundial hasta que se reanudó la guerra submarina alemana el 1 de febrero de 1917. El 7 de abril, un día después de que Estados Unidos entrara en guerra, Cuba declaró la guerra al Imperio Alemán y comenzó a apoyar el esfuerzo de los aliados en la guerra. Cuba también declaró la guerra al Imperio Austro-Húngaro ese mismo año, el 16 de diciembre.
Se promulgó un proyecto de ley y 25.000 soldados estaban listos para ser enviados a Francia cuando intervino el armisticio. Una unidad hospitalaria de 100 médicos y enfermeros cubanos fue equipada y enviada al Frente Occidental.

## Antecedentes

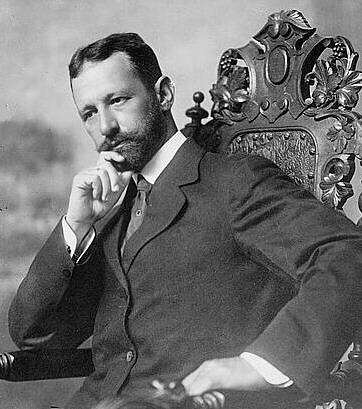
Cuando estalló la Primera Guerra Mundial en julio de 1914, Cuba se encontraba en ese momento gobernada por el matancero Mario García Menocal (1866-1941) quien estuvo en el cargo de presidente de Cuba desde 1913 hasta 1921.

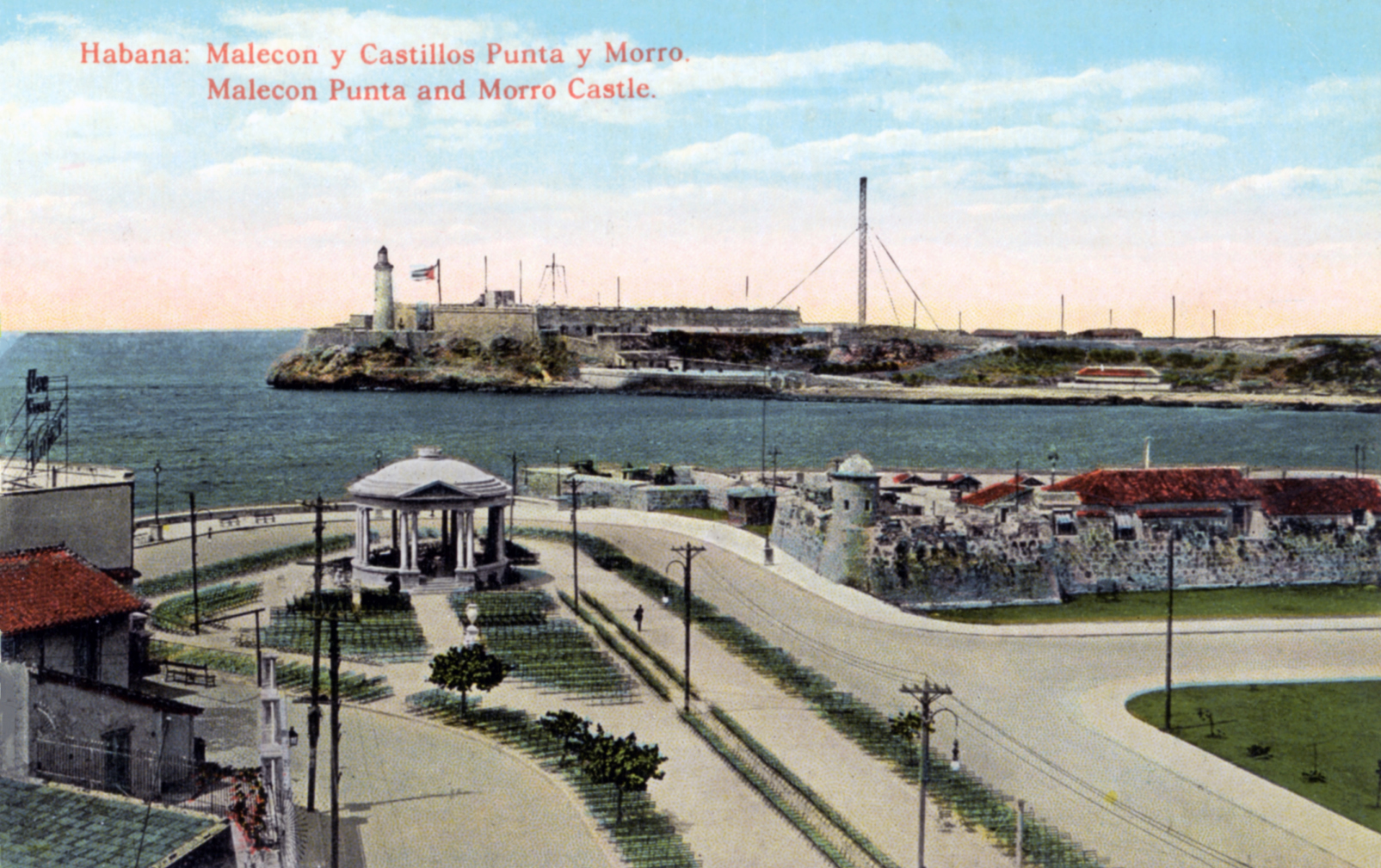
Imagen coloreada de La Habana en el año 1914.

Mario García Menocal (17 de diciembre de 1866 - 7 de septiembre de 1941) se desempeñó como presidente de Cuba desde 1913 hasta 1921. Apoyado por los EE. UU. y un auge económico, mantuvo su cargo cuando estalló la Primera Guerra Mundial. El presidente Woodrow Wilson y los EE. UU. entraron en guerra el 6 de abril de 1917. Con fuertes lazos con sus vecinos y presionados por los informes del New York Times sobre el reabastecimiento de submarinos alemanes en Cuba, más tarde hicieron lo mismo y declararon la guerra el 7 de abril.

## Guerra submarina alemana

### Sublevación contra la reelección presidencial
En febrero de 1917, los liberales cubanos que estaban en contra de la reelección presidencial de García Menocal, decidieron sublevarse para imposibilitar su continuidad en el poder pero sin embargo el gobierno cubano los acusó de ser pro-alemanes y con dicha excusa procedió a encarcelar a 5000 manifestantes.

## Estallido de la Guerra
Debido a la guerra submarina total declarada por el Imperio Alemán y el continuo hundimiento de barcos de diferentes nacionalidades neutrales en las costas americanas, Brasil y Cuba habían enviado airadas protestas a los alemanes. El presidente Menocal, alentado por la entrada de Estados Unidos en la guerra, solicitó al congreso de Cuba que también declarara la guerra, afirmando con entusiasmo que Cuba no podía permanecer neutral. El senado cubano aprobó por unanimidad una resolución de que existía un estado de guerra contra Alemania y el congreso cubano aprobó la declaración de guerra el 7 de abril de 1917.
Así Cuba fue uno de los pocos países latinoamericanos, junto con Panamá, Bolivia y Uruguay, que se unió a los Aliados de la Primera Guerra Mundial. La mayoría de los países de la región, incluido México, mantuvieron su posición neutral.

## Esfuerzo de guerra de Cuba

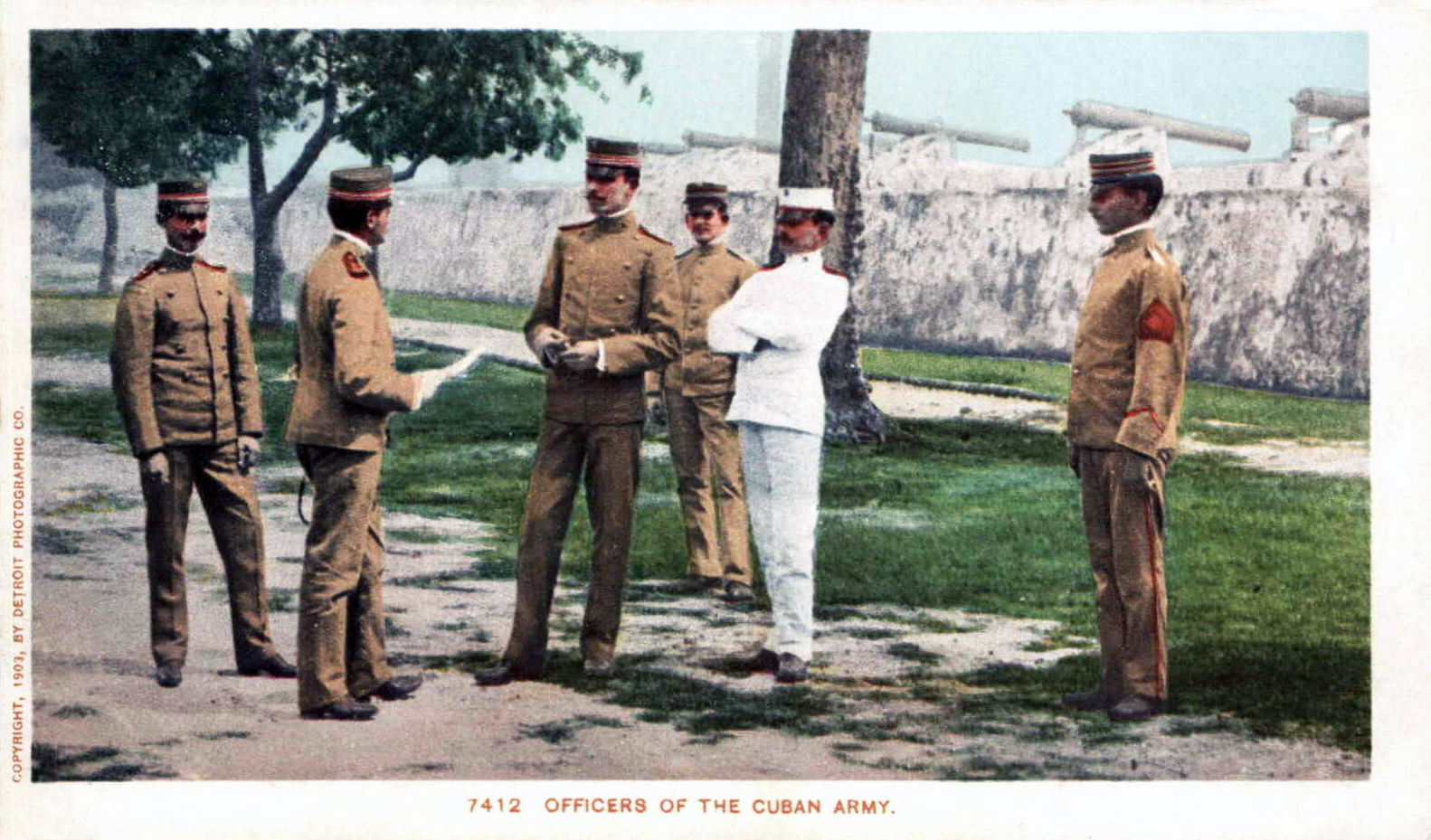
Oficiales del Ejército cubano en 1903.

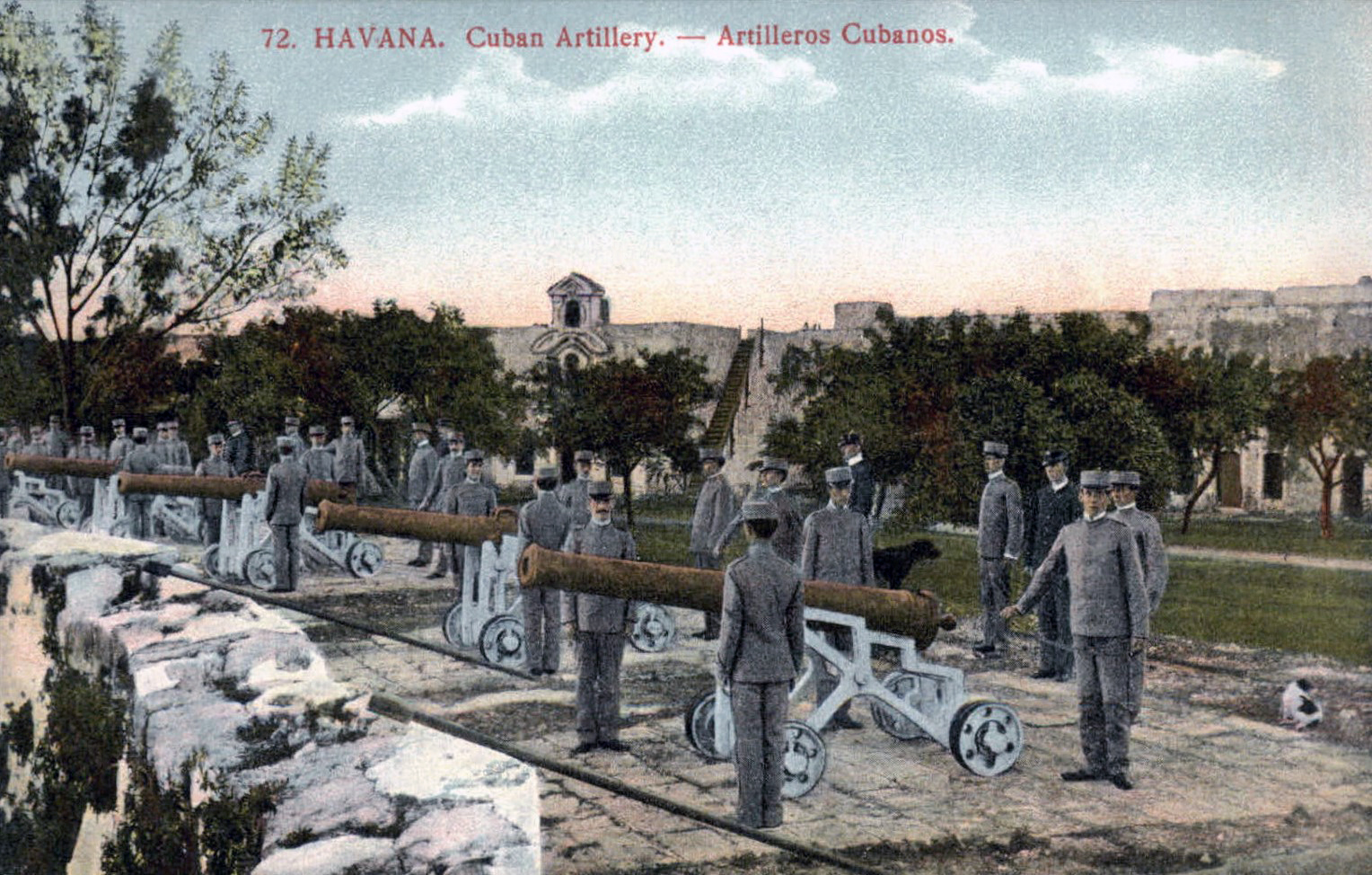
Artilleros cubanos en el año 1908.

Después de la declaración de guerra, todos los barcos alemanes dentro del puerto de La Habana fueron incautados y los puertos cubanos se abrieron a los barcos de guerra aliados. Se estaba redactando un proyecto de ley para autorizar el ofrecimiento de un contingente de 12.000 hombres a los Estados Unidos.
La política interna se vio fortalecida por la declaración ya que los liberales, que estaban de acuerdo con la medida, decidieron dejar de criticar al gobierno. En julio de 1917, el gobierno de Menocal suspendió las garantías constitucionales alegando que la medida estaba dirigida contra los espías alemanes.
El gobierno cubano también accedió al estacionamiento de marines estadounidenses en la isla. Sin embargo, los estadounidenses, temerosos de que esto socavara la posición nacional e internacional del gobierno de Menocal, anunciaron que el objetivo de la intervención era apoyar la zafra azucarera como principal contribución de guerra de Cuba, por lo que se conoció como Sugar Intervention.
La Cruz Roja Cubana también se reorganizó, estableció operaciones en Europa y apoyó a las fuerzas aliadas en el Frente Occidental.

## Guerra Austro-Húngara
La declaración de guerra de los Estados Unidos a Austria-Hungría el 7 de diciembre de 1917. Panamá siguió el 10 de diciembre de 1917 y Cuba haría lo mismo el 16 de diciembre. Desde la Primera Guerra Mundial, Cuba recibió cierto reconocimiento por sus esfuerzos en forma de donaciones de Estados Unidos, sin embargo, perdió dinero en general.[cita requerida]

## Reconocimiento del gobierno mexicano
En medio de la crisis diplomática, provocada por la desaparición del equipaje diplomático del embajador mexicano Isidro Fabela, el gobierno de Cuba reconoció oficialmente al gobierno constitucionalista de Venustiano Carranza. Federico Jiménez O'Farril entregó una carta manuscrita del mandatario cubano al mandatario mexicano en la que le otorga reconocimiento.
A pesar de ese acto diplomático, la relación entre ambos países se enfrió por el trato a los viajeros mexicanos en La Habana.